# Flota del Pacífico de los Estados Unidos
La Flota del Pacífico de los Estados Unidos (en inglés: United States Pacific Fleet) es una flota de la Armada de los Estados Unidos que sirve como comando de operaciones navales para el océano Pacífico, estando integrada en el Comando del Pacífico de Estados Unidos. Su base se encuentra en Pearl Harbor, Hawái, contando también con una segunda base en North Island, en la bahía de San Diego.

## Historia

### Origen
La Flota del Pacífico fue creada en 1907 cuando el Asiatic Squadron y el Pacific Squadron se fusionaron. En 1910, los buques del First Squadron fueron retirados de la Flota Asiática. La Orden General 94 fue impuesta el 6 de diciembre de 1922, y con ello llegó la fusión de la Flota de los Estados Unidos con la Fuerza de Batalla.
Alrededor de mayo de 1940 la Fuerza de Batalla estuvo anclada en la costa oeste, en San Diego. Durante ese verano los Estados Unidos decidieron enviar la flota a Pearl Harbor, Hawái, debido al expansionismo militar que estaba llevando a cabo el Imperio del Japón. El almirante James O. Richardson, comandante en jefe de la Flota del Pacífico por aquel entonces, se opuso a la idea, incluso viajó hasta el propio Washington D. C.. Este hecho hizo que Richardson fuera reemplazado por Husband E. Kimmel.
La Flota del Pacífico fue nuevamente creada el 1 de febrero de 1941. Ese mismo día se aprobó la Orden General 143 que dividía a la Armada en tres flotas: Flota del Pacífico, Flota del Atlántico y Flota de Asia.

### Ataque de Pearl Harbor
En el momento del ataque la flota estaba compuesta por la Fuerza de Batalla, la Fuerza de Exploración, la Fuerza de Tierra, la Fuerza Anfibia, la Fuerza de Cruceros, la Fuerza de Destructores, y la Fuerza de Submarinos.
La Fuerza de Batalla consistía en una fuerza de acorazados, dividida en tres divisiones:
|  | - 1.ª División de Acorazados - USS Pennsylvania - USS Arizona - USS Nevada | - 2.ª División de Acorazados - USS Tennessee - USS California - USS Oklahoma | - 3.ª División de Acorazados - USS Colorado - USS Maryland - USS West Virginia |

Esta fuerza de acorazados fue creada para contrarrestar la flota de acorazados de la Armada Imperial Japonesa. En ella también se incluía aeronaves de la 1.ª y 2.ª División de Portaaviones, junto con la 4.ª, 5.ª y 6.ª División de Cruceros.
|  | - 1.ª División de Portaaviones - USS Saratoga - USS Lexington | - 2.ª División de Portaaviones - USS Enterprise |

|  | - 4.ª División de Cruceros - USS Chicago - USS Portland - USS Indianapolis | - 5.ª División de Cruceros - USS Salt Lake City - USS Northampton - USS Chester | - 6.ª División de Cruceros - USS Astoria - USS Minneapolis - USS New Orleans - USS San Francisco |

## Organización de la Flota

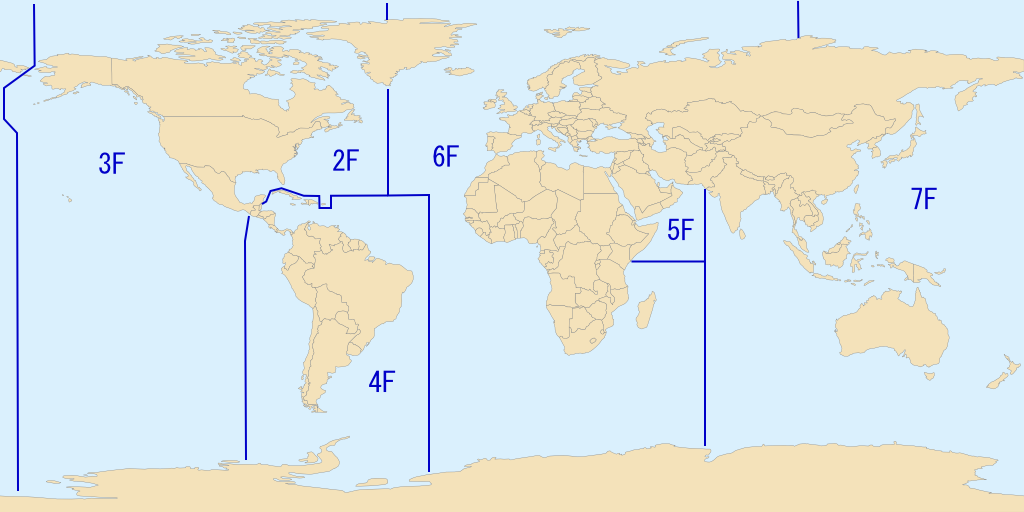
Límites de la Tercera y Séptima Flota.

A fecha de 2011, la Flota del Pacífico tiene autoridad sobre:
- Tercera y Séptima Flota
- Fuerza Aérea Naval del Pacífico
- Fuerzas de Superficie Navales del Pacífico
- Fuerza Submarina Naval

También posee autoridad sobre:
- Comandancia Naval de las Fuerzas de Corea
- Comandancia Naval de las Fuerzas de Japón
- Comandancia Naval de las Fuerzas de las Marianas